# X–40
Az X–40A Space Maneuver Vehicle (angolul Űrmanőver-jármű) amerikai kísérleti repülőgép, melyet a Boeing gyártott az 1990-es évek végén. A repülőeszköz az X–37B 85%-osra kicsinyített mása, mellyel annak repülési tulajdonságait ellenőrizték. 1998. augusztus 11-én egy CH–47 helikopterről leoldva automatikus siklórepüléssel érte el a kijelölt kifutópályát, amelyre sikeresen leszállt.